# Dialekt północno-zachodniokajkawski

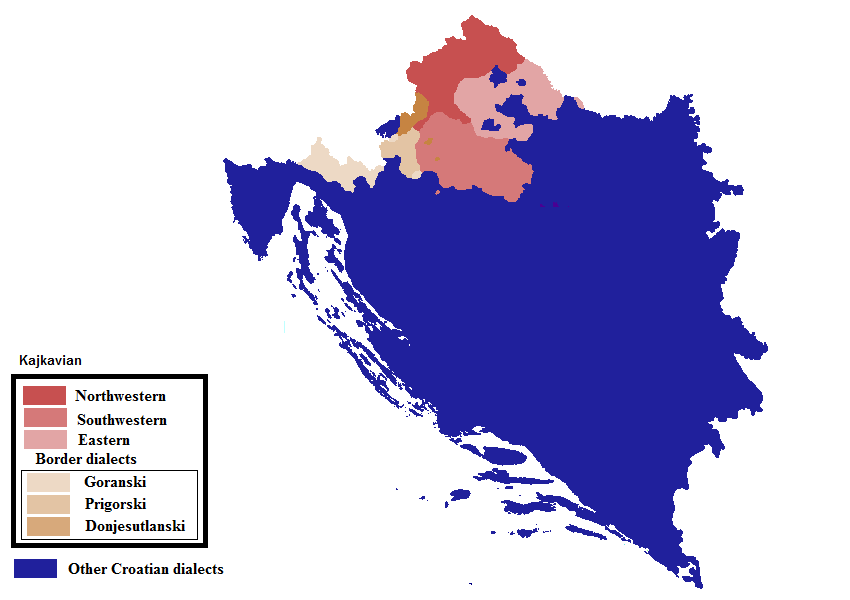
Dialekty kajkawskie według podziału Belicia

Dialekt północno-zachodniokajkawski, dialekt zagorski (serb.-chorw. sjeverno-zapadni kajkavski dijalekt) – jeden z dialektów wyodrębnianych w grupie serbsko-chorwackich dialektów kajkawskich m.in. przez Aleksandra Łukjanienkę i Aleksandra Belicia.
Obszar użycia dialektu południowo-zachodniokajkawskiego obejmuje zasadniczo krainę Zagorje. Z tego powodu jest on pod względem językowym szczególnie bliski sąsiednim grupom dialektów słoweńskich – dialektom styryjskim i panońskim – z którymi dzieli swoje podstawowe cechy.

## Cechy językowe
Do charakterystycznych cech fonetyki dialektu północno-zachodniokajkawskiego należą:
- przejście długiego ē w ā, np. žānȍ ‘kobieta’, dop. žená[1],
- przejście i długiego (ī) oraz z akcentem długim opadającym (î) w dyftong ei, np. vēisȅk < psł. *vysokъ ‘wysoki’[1],
- przejście długiego ō w üe, np. küētȅl < psł. *kotьlъ ‘kocioł’, a krótkiego o w ẹ lub rzadziej ü, np. ȅvco ‘owca’[1],
- przejście pierwotnego długiego ū oraz z akcentem długim opadającym û w eü, a pozostałe u przechodzą w ü, np. müho ‘mucha’, dop. l. mn. mêüh ‘much’[1].

Z osobliwych cech morfologii należy wymienić końcówkę narzędnika liczby pojedynczej rzeczowników żeńskich na spółgłoskę, która brzmi -oj, jak w sąsiednich dialektach słoweńskich.